# Ștefănel Roșcovan
Ștefănel Roșcovan, (født 26. marts 1999 i Chișinău) er en Moldovask børne singer-songwriter.
Den 25. september, 2010, vandt han moldovas nationale finale i Junior Eurovision Song Contest 2010 i Minsk med sangen "AlliBaba". Han er den første som har deltoget for Moldova under Junior Eurovision Song Contest.